# 시몽 가녜
시몽 가녜(프랑스어: Simon Gagné, 1980년 2월 29일~)는 캐나다의 은퇴한 아이스하키 선수이다. 포지션은 레프트윙이며, 현역 시절 내셔널 하키 리그(NHL)의 필라델피아 플라이어스, 탬파베이 라이트닝, 로스앤젤레스 킹스, 보스턴 브루인스 소속으로 활약했다. 그는 필라델피아 플라이어스 소속으로는 최초로 10시즌(1999~2010)을 활약한 선수로 탬파베이에서 1시즌, 로스앤젤레스에서 2시즌을 활약했으며 로스앤젤레스 소속 시절인 2012년에 스탠리 컵 우승을 차지했다.
국제 대회에 캐나다 대표팀 소속으로 참가했으며, 올림픽에 2회 참가하여 2002년 동계 올림픽에서 금메달을 획득했다. 이후 2004년 아이스하키 월드컵에서 우승을 차지했고, 2005년 세계 선수권 대회에서 준우승을 차지했다.